# Simon Harcourt
Simon Harcourt, né en 1714 et mort en 1777, 1er comte Harcourt, est un militaire, ambassadeur et homme d'État britannique, nommé vice-roi d'Irlande en 1772.